# مايكل فيشمان
مايكل فيشمان (بالإنجليزية: Michael Fishman) مواليد 22 أكتوبر 1981 في لوس أنجلوس، هو ممثل أمريكي بدأ مسيرته الفنية سنة 1988.

## الأعمال

### أفلام
- الذكاء الاصطناعي (2001)

### مسلسلات
- روزان (1988)
- روزي الصغيرة (1990)
- هيا آرنولد! (1996) (بدور: جوي)
- ساينفيلد (1997) (بدور: غريغ)
- جوال تكساس ووكر (1999)

## روابط خارجية
- مايكل فيشمان على موقع IMDb (الإنجليزية)
- مايكل فيشمان على موقع ألو سيني (الفرنسية)
- مايكل فيشمان على موقع إن إن دي بي (الإنجليزية)
- مايكل فيشمان على موقع قاعدة بيانات الفيلم (الإنجليزية)
- مايكل فيشمان على موقع كينوبويسك (الروسية)